# Saint-Léon-sur-Vézère
Saint-Léon-sur-Vézère là một xã, nằm ở tỉnh Dordogne vùng Aquitaine của Pháp. Xã này có diện tích 13,76 kilômét vuông, dân số năm 2006 là 434 người. Xã nằm ở khu vực có độ cao trung bình 70 m trên mực nước biển. 

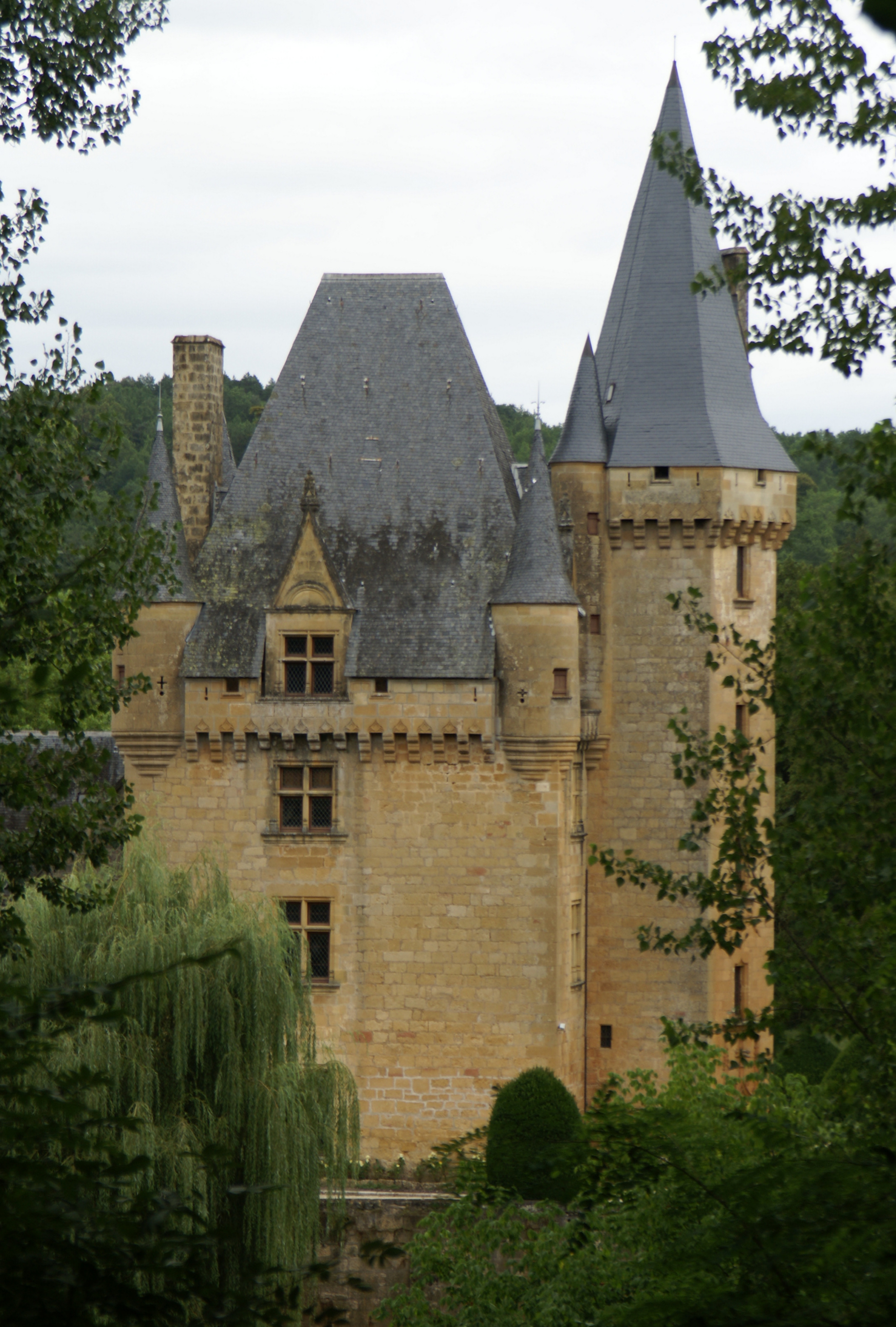
Lâu đài Saint-Léon-sur-Vézère

## Thông tin nhân khẩu
| Năm    | 1962 | 1968 | 1975 | 1982 | 1990 | 1999 | 2006 |
| ------ | ---- | ---- | ---- | ---- | ---- | ---- | ---- |
| Dân số | 319  | 345  | 334  | 390  | 427  | 419  | 434  |